# Rafael Oliver i Batlle
Rafael Oliver i Batlle (Vilafranca del Penedès, 13 de desembre del 1866 – Odelló de Cerdanya (Alta Cerdanya), 18 de setembre del 1928) fou un sacerdot escolapi i literat català.

## Biografia
Entrà a l'Escola Pia i vestí a Moià la sotana calassància el 2 de febrer de 1882 i hi professà el 8 de setembre de 1883. Estudià la carrera eclesiàstica al juniorat de San Marcos de León. El 1886 començà l'ensenyament a Vilanova i la Geltrú donant llatí i història d'Espanya. Passà pels col·legis escolapis de Morella (1888), Sant Antoni de Barcelona (1888-1892), Igualada (1892-1900) i tornà a Sant Antoni (1900-1909) i després de l'incendi del col·legi durant la Setmana Tràgica, s'incorporà al de Nostra Senyora (Barcelona), primer al Passeig de Gràcia i després al carrer de la Diputació. Entre 1919 i 1924 residí a Madrid com a secretari del pare vicari general Antoni Mirats.
Llicenciat en Filosofia i Lletres per la Universitat de Barcelona amb premi Rivadeneira i doctor per la de Madrid. Director de l'Acadèmia Calassància de 1909 a 1919. En aquests anys l'Acadèmia acceptà les normes ortogràfiques de l'Institut d'Estudis Catalans i s'adherí a la campanya per la codificació del dret català. Es responsabilitzà de la revista "La Academia Calasancia", de la qual n'assumí la reorientació i el revifament; hi publicà més de cent articles.
A més del català, dominava el castellà, francès, llatí i grec. Per als més petits col·laborà en la publicació de cançoners, per als alumnes de comerç facilità l'aprenentatge del francès, per a les festes escolars compongué o adaptà curtes obres de teatre. Com especialista traduí obres del grec al castellà dintre de la col·lecció "Biblioteca de autores griegos y latinos" que dirigia el doctor Lluís Segalà Estalella, el qual qualificava el pare Oliver d'«experta y elegante pluma».
Retorna de Madrid i novament torna al col·legi de Nostra Senyora a Barcelona. Viatja a Puigcerdà per refer-se d'una malaltia, de la que va morir finalment al poble d'Odelló (Alta Cerdanya), el 18 de setembre de 1928.

## Obra escrita
- A Nuestra Señora de las Escuelas Pías y al Santo Ángel Custodio «Verge de l'Escola Pia…». A una veu amb acompanyament. Música: Josep Bové Obradors. Lletra: Rafael Oliver i Batlle. Manuscrit.
- Cançons escolars / Canciones escolares. Música: Josep Cumellas Ribó. Traducció de les lletres al castellà: Rafael Oliver Batlle. Barcelona: Boileau [19--].
- Cánticos catequístico-escolares. Autor de lletra en català i traducció al castellà: Rafael Oliver Batlle. Barcelona: [autor], [1914].
- Cants d'infantesa: glosa de cançons populars = Cantos para la infancia. Música: Josep Cumellas Ribó. Traducció de les lletres al castellà: Rafael Oliver Batlle. Barcelona: Boileua, [19--].
- De quan Jesús era infant: quadret en un acte basat en les poesies Anant a la font i Les caderneres den Verdaguer. Barcelona: Imp. de Publicacions Calassàncies, 1925.
- El jardí de Natzaret: quadret en un acte inspirat en les poesies Lo reset i Amors del cel den Verdaguer. Barcelona: Imp. de Publicacions Calassàncies, 1925.
- El pensil de las niñas. Barcelona: Librería de Marcelino Giró, 1899. Barcelona: Imp. de Francisco Ribalta, 1901.
- El Teatro en la escuela. Francisco Sala Rovira. Pròleg: Rafael Oliver Batlle. Barcelona: Imp. Editorial Barcelonesa, 1917.
- Els infants cantaires = Los niños cantores: dotze cançons originals. Música: Felip Plantada. Traducció de les lletres al castellà: Rafael Oliver Batlle. Barcelona: Iberia Musical, [193-]
- La infancia de San José de Calasanz. Música i acompanyament de piano: Miguel Jordana. Lletra: Rafael Oliver Batlle. Manuscrit.
- La Mort de l'escolà. Música: Pau Gené i Vidal. Lletra: Rafael Oliver Batlle. Barcelona: Imp. de Publicacions Calassàncies, 1925.
- La rondalla del pastor: quadret escènic en un acte. Barcelona: Imp. de Publicacions Calassàncies, 1924.
- Nociones gramaticales de lengua francesa para los alumnos de comercio. Barcelona: Imp. de Marcelino Giró, 1899.
- Tres cançons escolars. Música: Josep Cumellas Ribó. Traducció de les lletres al castellà: Rafael Oliver i Batlle. Barcelona: Iberia Musical, [19--].
- Tres motetes a la Virgen a una voz con acompañamiento de órgano (text català i castellà). Música: Josep Cumellas Ribó. Traducció de les lletres al castellá: Rafael Oliver Batlle. Barcelona: Iberia Musical: Ribalta y Boileau, [19--].
- Un combate singular: juguete lírico. Adaptació d'una obra de Josep Felis. 1917. Manuscrit.